# William B. Shockley
William Bradford Shockley, född 13 februari 1910 i London, död 12 augusti 1989 i Stanford, Santa Clara County, Kalifornien, var en brittisk-amerikansk fysiker.

## Biografi
Shockley tog bachelorexamen vid California Institute of Technology 1932 och doktorsexamen från Massachusetts Institute of Technology 1936 med doktorsavhandlingen Electronic Bands in Sodium Chloride och John C. Slater som handledare.
Shockley tilldelades år 1956, tillsammans med John Bardeen och Walter H. Brattain, Nobelpriset i fysik "för deras undersökningar över halvledare och upptäckt av transistoreffekten".